# Oselle
Oselle (llamada oficialmente San Cosme de Ouselle) es una parroquia y una aldea española del municipio de Becerreá, en la provincia de Lugo, Galicia.

## Otras denominaciones
La parroquia también es conocida por el nombre de San Cosme de Oselle.

## Historia
1- Origen prerromano y Zoelas
Algunas fuentes ubican la capital del pueblo prerromano de los Zoelas en la actual Oselle (Ocellum Galaicorum). El lino zoélico gozaba de gran renombre en Roma, empleándose tanto para la confección de ropas como para la curación de llagas y heridas.
2- Vía Romana y arqueología
Actualmente, el lino ha dejado de cultivarse aunque todavía se conservan en la comarca antiguas telas, así como los útiles empleados en su elaboración. También, por Oselle pasa la vía romana XIX de Braga a Astorga, por lo que ya por entonces este municipio era un importante centro de comunicaciones.
En la finca de Vilarín se halló un relieve romano (toro, vaca y cerdo) del siglo I–II d. C., reutilizado en una antigua olería .
3. Edad Media y religiosidad
Su iglesia románica de San Cosme data del siglo XII-XIII .
La parroquia aparece mencionada en año  1265 en disputas eclesiásticas vinculadas al monasterio de Penamaior .
4. Épocas moderna y contemporánea
Formó parte de la antigua jurisdicción de Val de Oselle, con ferias y administración local, hasta que Becerreá se convirtió en su centro .
Fue escenario de guerrillas antifrancesas durante la Guerra de la Independencia en 1809 .
6- En Conclusión
Oselle destaca por su riqueza histórica: fue un enclave clave de los Zoelas, un nudo de comunicaciones romanas, y un núcleo religioso y administrativo medieval. Su patrimonio arqueológico y arquitectónico refleja su importancia histórica dentro de la comarca de Os Ancares

## Organización territorial
La parroquia está formada por cinco entidades de población, constando cuatro de ellas en el nomenclátor del Instituto Nacional de Estadística español:

### Entidades de población
- Montañadagra (Montaña de Agra)
- O Mazo
- Ouselle
- Vilar de Frades

### Despoblado
Despoblado que forma parte de la parroquia:
- Borquería (A Borquería)

## Demografía

### Parroquia
| Gráfica de evolución demográfica de Oselle (parroquia) entre 2000 y 2023 |
|                                                                          |
| Datos según el nomenclátor publicado por el INE.                         |

### Aldea
| Gráfica de evolución demográfica de Ouselle (aldea) entre 2000 y 2023 |
|                                                                       |
| Datos según el nomenclátor publicado por el INE.                      |